# Simple Man
Simple Man és una cançó del grup estatunidenc Lynyrd Skynyrd pertanyent al seu àlbum de debut (pronunciat 'lĕh-'nérd 'skin-'nérd).
La cançó va sorgir pocs dies després de la mort de l'àvia de Ronnie Van Zant i la mare de Gary Rossington. Ambdós es van tancar en el pis de Van Zant per compartir històries i anècdotes sobre les seves respectives mares. Rossington va compondre una sèrie d'acords i Van Zant va començar a escriure lletres sobre els consells que les seves mares els havien donat durant anys.
El grup Shinedown va enregistrar una versió acústica pel seu àlbum de debut Leave a Whisper, i la banda Deftones la va incloure en una compilació titulada B-Sides & Rarities. La cançó també apareix en la banda sonora de la pel·lícula Gairebé famosos.